# Francesc d'Olesa i Santmartí
Francesc d'Olesa i Santmartí (Ciutat de Mallorca, 1480-1550), noble, escriptor i preceptista mallorquí. Fill de Jaume d’Olesa i Sanglada, que també fou escriptor, i d'Antònia Santmartí i Sureda, l'any 1508 esposà amb la seva cosina Beatriu Santmartí i Verí, amb qui tengué dos fills, Jaume i Rafel. Carles V li concedí privilegi de noblesa el 1533 i de cavaller el 1538, el 1535 fou un dels dotze nobles que portaren el pali de l'emperador quan recalà a Mallorca camí de l'expedició de Tunis; fou jurat de la Ciutat i Regne de Mallorca el 1529 i el 1531 i jurat en cap el 1549. Va morir el 14 d’abril de 1550 i soterrat al Convent de Sant Domingo de la ciutat.
Com creador literari la seva obra clou, ultrapassada la cronologia convencional, les lletres catalanes medievals. És autor de la darrera preceptiva vinculada al Consistori de Tolosa, però a la que vol treure "del sepulcre llemosí", "Art nova de trobar" (ca. 1538) i d’Obra del menyspreu del món en cobles, elaborada a la mort de la seva dona i editada a Mallorca a 1540, seguidora dels tòpics sobre la mort de la poesia medievals. Així mateix se li atribueix "La representació de la Mort", de caràcter teatral, pel fet que en fa ús de fragments a l'Art nova i que guarda grans coincidències lingüístiques amb la seva obra signada, i també una fort regust mediavalitzant.